# 류젠궈 (1969년)
류젠궈(중국어 정체자: 劉建國, 병음: Liú Jiànguó, 1969년 4월 16일 ~ )는 타이완의 정치인이다. 2009년 윈린현 제2선거구의 입법위원으로 당선된다.